# ليونيل رافي
ليونيل رافي (بالفرنسية: Lionel Ravi)‏ (12 نوفمبر 1985 في فرنسا - ) هو لاعب كرة قدم فرنسي في مركز الوسط. شارك مع منتخب مارتينيك لكرة القدم.

## وصلات خارجية
- ليونيل رافي على موقع قاعدة بيانات كرة القدم.إي يو (الإنجليزية)
- ليونيل رافي على موقع ناشيونال فوتبول تيمز (الإنجليزية)
- ليونيل رافي على موقع Soccerway.com (الإنجليزية)